# 1930 год в автомобилестроении
Список событий в автомобилестроении в 1930 году.

## События
- 4 января — на автосалоне в Нью-Йорке был представлен Cadillac V-16 с оригинальным 16-цилиндровым двигателем, первым мотором такого типа в США. Очень дорогой эксклюзивный автомобиль, каждый собирался по индивидуальному заказу, выпускался десять лет, всего было сделано чуть более 4000 экземпляров[1].
- 9 апреля — малоизвестная японская фирма Tabi изготовила свою первую шину. Через год её купил Сёдзиро Исибаши[англ.] и назвал Bridgestone. Дело в том, что с японского фамилию владельца можно перевести как «камень для мостовой», бриджстоун[2].
- 2 мая — под Нижним Новгородом, на месте бывшей деревни Монастырка, заложен первый камень в фундамент будущего автомобильного завода. Благодаря удачному проекту, умелому руководству и энтузиазму строителей завод был построен всего за 18 месяцев. В начале 1932-го первый грузовик ГАЗ-АА «Полуторка» сошёл с конвейера[3].
- 22 мая — итальянский дизайнер Джованни Батиста «Пинин» Фарина основал в Турине фирму Carrozzeria Pinin Farina. Он был десятым из одиннадцати детей и носил прозвище «младший» (pinin). Студия Пининфарина известна своим сотрудничеством с итальянскими, французскими и американскими автопроизводителями, для которых было создано множество выдающихся по красоте автомобилей[4].
- 27 мая — в Нью-Йорке состоялось официальное открытие 320-метрового Крайслер-билдинг, на тот момент самого высокого здания в мире. Небоскрёб был построен на деньги Уолтера Крайслера, главы одноимённой автомобильной корпорации. До сих пор это сооружение считается самым большим, построенным из кирпича, хотя почти четыре миллиона уложенных вручную кирпичей просто заполняют пустоты в несущем стальном каркасе[5].
- 2 октября — на Парижском автосалоне был представлен «Большой Мерседес», самый большой, тяжёлый и роскошный пассажирский автомобиль марки[6].